# 天都山石窟
天都山石窟，位于宁夏回族自治区中卫市海原县西安乡，是中华人民共和国宁夏回族自治区文物保护单位之一。
2005年9月15日，授予宁夏回族自治区文物保护单位，是一座石窟寺及石刻。